# Elecciones generales de Quebec de 2018
Las elecciones generales quebequesas de 2018 ocurrieron el 1 de octubre de 2018, para elegir miembros de la 42ª legislatura de la provincia canadiense de Quebec. La Coalition Avenir Quebec (CAQ), liderado por el exministro de Educación François Legault, obtuvo una victoria aplastante, ganando más de la mitad de los escaños de la Asamblea Nacional y convirtiendo a Legault en el 32º Primer ministro de Quebec, siendo la primera persona en liderar el gobierno provincial que no pertenece ni al Partido Liberal ni al PQ desde 1970. La elección resultó en un realineamiento de la política provincial, dividida entre federalismo y separatismo desde la década de 1970, hacia una política más tradicional de derecha e izquierda.
El oficialista Partido Liberal sufrió una fuerte derrota después de un solo mandato en el gobierno, convirtiéndo a Couillard en el segundo premier consecutivo en no lograr un segundo mandato, lo cual llevó a su renuncia como líder del partido poco después. El PQ por su parte perdió su estatus como partido principal, obteniendo su peor resultado desde 1970, con sus 10 bancas significando un fuerte rechazo al movimiento independentista. Además, el propio Lisée perdió su propio escaño, siendo el segundo líder consecutivo del partido en perder su distrito. La fuerte derrota del partido llevó a mucha especulación de su disolución, lo cual significaría un fuerte revés para el separatismo québécois. La caída en votos del PQ llevó a que Québec solidaire obtenga su mejor resultado en su historia, con 10 escaños y ambos líderes siendo electos.

## Contexto
La elección se llevó a cabo bajo el escrutinio mayoritario uninominal, y fue la 42ª elección en la historia de la provincia. 
La elección pasada en 2014 había resultado en la derrota del PQ, liderado en ese entonces por la primera ministra Pauline Marois, que había estado menos de dos años a manos del gobierno provincial, lo que significó un duro revés para el independentismo. Sin embargo, la poca popularidad del primer ministro Liberal Philippe Couillard llevó a la subida de intención de voto de la CAQ, fundada en 2011 por miembros desilusionados del antiguo Action démocratique y el mismo François Legault, que había sido ministro provincial durante los gobiernos péquistes de Lucien Bouchard y Bernard Landry.  

## Resultados
|  | 37.42 % |

|  | 24.82 % |

|  | 17.06 % |

|  | 16.10 % |

|  | 0.16 % |

|  | 4.60 % |

|  | 98.39 % |

|  | 1.61 % |

|  | 100.00 % |

|  | 66.45 % |